# Кротон
 Тази статия е за родът растения.  За италианският град вижте Кротоне.  
Кротонът (Croton) е голям род цъфтящи растения от семейство Млечкови (Euphorbiaceae).
Родовото наименование идва от гръцкото „κρότος“ („кърлеж“) и се отнася до формата на семената на някои от видовете.

## Разпространение
Родът е разпространен във всички тропици, като някои от видовете се срещат в умерени райони.
Около 150 от видовете са ендемични за Мадагаскар.

## Описание
Кротонът е разнообразна и сложна таксономична група от растения, варираща от билки и храсти до дървета.

## Класификация
Към март 2021 г. са описани 1149 вида, разпределени в 40 секции.
Род Кротон
- Секция Cleodora (Klotzsch) Baill.
- Секция Cyclostigma Griseb.
- Секция Klotzschiphytum (Baill.) Baill.
- Секция Eutropia (Klotzsch) Baill.
- Секция Luntia (Raf.) G.L. Webster
- Секция Eluteria Griseb.
- Секция Croton Klotzsch
- Секция Ocalia (Klotzsch) Baill.
- Секция Corylocroton G.L.Webster
- Секция Anadenocroton G.L.Webster
- Секция Tiglium (Klotzsch) Baill.
- Секция Quadrilobus Müll. Arg.
- Секция Cascarilla Griseb.
- Секция Velamea Baill.
- Секция Andrichnia Baill.
- Секция Anisophyllum Baill.
- Секция Furcaria Boivin ex Baill.
- Секция Monguia Baill.
- Секция Decapetalon Müll. Arg.
- Секция Podostachys (Klotzsch) Baill.
- Секция Octolobium Chodat & Hassl.
- Секция Geiseleria (Klotzsch) Baill.
- Секция Pilinophyton (Klotzsch) A. Gray
- Секция Eremocarpus (Benth.) G.L.Webster
- Секция Gynamblosis (Torr.) A. Gray
- Секция Crotonopsis (Michx.) G.L.Webster
- Секция Argyrocroton (Müll. Arg.) G.L.Webster
- Секция Lamprocroton (Müll. Arg.) Pax
- Секция Julocroton (Mart.) G.L.Webster
- Секция Adenophyllum Griseb.
- Секция Barhamia (Klotzsch) Baill.
- Секция Decalobium Müll. Arg.
- Секция Micranthis Baill.
- Секция Medea (Klotzsch) Baill.
- Секция Lasiogyne (Klotzsch) Baill.
- Секция Argyroglossum Baill.
- Секция Astraeopsis Baill.
- Секция Codonocalyx Klotzsch ex Baill.
- Секция Astraea (Klotzsch) Baill.
- Секция Drepadenium (Raf.) Müll. Arg.

В миналото в рода са били поставени и следните видове:
- Acalypha chamaedrifolia (Lam.) Müll.Arg. (като C. chamaedrifolius Lam.)
- Astraea lobata (L.) Klotzsch (като C. lobatus L.)
- Caperonia palustris (L.) A.St.-Hil. (като C. palustris L.)
- Chrozophora plicata (Vahl) A.Juss. ex Spreng. (като C. plicatus Vahl)
- Claoxylon indicum (Reinw. ex Blume) Hassk. (като C. polot Burm.f.)
- Codiaeum variegatum (L.) A.Juss. (като C. variegatus L.)
- Homalanthus nutans (G.Forst.) Guill. (като C. nutans G.Forst.)
- Macaranga grandifolia (Blanco) Merr. (като C. grandifolius Blanco)
- Mallotus japonicus (L.f.) Müll.Arg. (като C. japonicus L.f.)
- Mallotus philippensis (Lam.) Müll.Arg. (като C. philippensis Lam.)
- Mallotus repandus (Rottler ex Willd.) Müll.Arg. (като C. repandus Rottler ex Willd.)
- Savia sessiliflora (Sw.) Willd. (като C. sessiliflorus Sw.)
- Terminalia bentzoe (L.) L.f. (като C. bentzoe L.)
- Triadica sebifera (L.) Small (като C. sebifer L.)